# Museo Tattile Varese
Il Museo Tattile Varese è un museo sito all'interno della Villa Baragiola in località Masnago a Varese, in Lombardia. Fondato nel 2011, ospita una collezione di modelli tattili di paesaggi, architetture, opere d'arte, reperti archeologici e pezzi di design. Il museo offre anche percorsi e installazioni multisensoriali.
Il museo è stato pensato per permettere alle persone con disabilità visiva di poter conoscere luoghi, oggetti e opere d'arte, ma prevede anche percorsi bendati per utenti normovedenti.

## Storia
Il museo è sto inaugurato nell'aprile del 2011, per volere di Livia Cornaggia e dell'Istituto dei Ciechi di Milano. Il museo è stato realizzato ed è e gestito dall'Associazione Controluce con sede a Comerio in provincia di Varese, un'associazione che realizza servizi che permettono permettono a persone con una disabilità visiva di accedere ad arte e cultura.

## Collezione
La peculiarità del Museo Tattile è di essere un museo esclusivamente dedicato all'esposizione di modelli tattili in legno, fruibili tanto da vedenti quanto da non vedenti. Ospita modelli tattili articolati tra architettura, monumenti, paesaggio, siti archeologici, mappe tattili, ecc., ed è una sorta di enciclopedia tridimensionale da sfogliare con le dita, capace di stimolare non solo l'interesse per la conoscenza tattile, ma anche e soprattutto quella per il ‘mondo’ artistico. I visitatori vedenti (che rappresentano oltre il 98% dell’utenza) effettuano la visita bendati, sperimentando in questo modo la conoscenza tattile nella sua forma più essenziale e soprattutto sperimentando come la conoscenza tattile possa essere un valore aggiunto e un'emozione “per tutti”.
Il percorso di visita del museo è strutturato in cinque sezioni: particolari architettonici, storia dell'architettura, vie d'acqua e mulini, modelli geografici e paesaggistici, guide turistiche tridimensionali.

### Particolari architettonici
Questa sezione comprende opere scultoree, pittoriche, architettoniche e infrastrutture con modelli che riproducono i diversi particolari architettonici, utili a identificare differenti stili architettonici.

### Storia dell'architettura
La sezione dedicata alla storia dell'architettura ospita modelli che riproducono chiese, monumenti e altri edifici rappresentativi di differenti periodi della storia dell'architettura, consentendo ai visitatori con disabilità visiva di conoscere le peculiarità degli elementi strutturali e architettonici di questi edifici.

### Vie d'acqua e mulini
In questa sezione viene illustrata una delle caratteristiche del territorio del Varesotto, ovvero la grande quantità di mulini e di corsi d'acqua. I modelli presenti in questa sezione permettono di comprendere la struttura di questi edifici, ma anche i meccanismi che consentono il funzionamento dei mulini ad acqua. Qui si trovano anche modelli che raccontano i corsi d'acqua naturali e artificiali del territorio.

### Modelli geografici
I modelli tattili di questa sezione descrivono l'orografia del terreno, la conformazione delle coste, la forma del corso di un fiume e altre caratteristiche naturali del paesaggio. Altri modelli permettono invece di conoscere il paesaggio antropico proponendo alcuni esempi quali un acquedotto, un ponte, uno svincolo autostradale, un viadotto, eccetera.

### Guide turistiche tridimensionali
La sezione dedicata alle guide turistiche tridimensionali ospita modelli tridimensionali che permettono di conoscere la pianta di alcune città turistiche italiane, al fine di facilitare la successiva visita delle stessa da parte di persone con disabilità visiva. Gli edifici più significativi e le strade principali presentano indicazioni in braille.